# Sara Nesson
Sara Nesson (* 20. Jahrhundert) ist eine Filmregisseurin und Filmproduzentin im Bereich des Dokumentarfilms. Sie erhielt eine Oscar-Nominierung bei der Oscarverleihung 2011 in der Kategorie Bester Dokumentar-Kurzfilm für ihren Film Poster Girl. Von der International Documentary Association erhielt sie für ihr Werk eine Auszeichnung. Des Weiteren wurde der Kurzfilm für einen News & Documentary Emmy Award nominiert.
Es folgten die beiden Dokumentarkurzfilme Iraq Paper Scissors (2010) und Women Who Score sowie das Filmdrama Off Season im Jahr 2017, in dem sie als Produzentin mitwirkte.

## Filmografie (Auswahl)
- 2010: Poster Girl (Dokumentarkurzfilm)
- 2010: Iraq Paper Scissors (Dokumentarkurzfilm)
- 2017: Women Who Score (Dokumentarkurzfilm)
- 2017: Off Season